# Бій біля Караме
Бій біля Караме — збройний конфлікт, що стався 21 березня 1968 року біля йорданського селища Караме між атакуючими ізраїльськими військами, з одного боку, і палестинськими бойовиками та йорданськими регулярними частинами, з іншого. Атака, з точки зору Ізраїлю, повинна була покласти край терористичним нападам на Ізраїль з території Йорданії, оскільки у Караме була розташована основна база бойовиків Організації визволення Палестини (ОВП). Під час битви селище було повністю зруйновано, база бойовиків ліквідована, але ізраїльські збройні сили зазнали значних втрат, а Ясір Арафат та інші керівники ОВП своєчасно покинули Караме. Всі учасники події проголосили про свій військовий успіх і перемогу.

## Події напередодні
Окупація Ізраїлем Західного берега річки Йордан внаслідок Шестиденної війни в червні 1967 року призвела до руйнування інфраструктури палестинських організацій, які там розташовувалися. Ці організації, насамперед ФАТХ та Армія визволення Палестини, змушені були переміститися на територію Йорданського Королівства в східну частину долини Йордану. Перевагами місцевості були численні суміжні табори біженців, довгий кордон з Ізраїлем та природна перешкода на шляху ізраїльських сил — річка Йордан. Бойовики таємно перетинали Йордан, здійснюючи теракти, та піддавали мінометним обстрілам території Ізраїлю.
Йорданські військовики прикривали вогнем відступ бойовиків, що призводило до частих зіткнень між ЦАХАЛом та Арабським Легіоном.
Найбільшого загострення ситуація набула 14–15 лютого 1968 року, коли йорданські мінометники обстріляли ізраїльські поселення долини Бейт Шан і пошкодили об'єкти водопостачання, а ЦАХАЛ відреагував артилерійським вогнем та повітряною атакою на бази ФАТХу і йорданські артилерійські позиції. Ізраїльські дії призвели до масової втечі йорданських селян з району Ірбід до Амману та значного пошкодження каналу, що постачав питну і зрошувальну воду до Аммана.
Після ізраїльської атаки король Хусейн оголосив про зміну своєї політики та війну проти палестинських організацій, що закріпилися в королівстві. Хоча ці заяви були ворожо зустрінуті внутрішньою йорданською опозицією, включаючи багато палестинців, що прибули до Йорданії після Шестиденної війни, проте на практиці жодних заходів з боку йорданської влади щодо палестинських організацій не було застосовано.
16 жовтня 1967 року начальнику штабу Іцхаку Рабину були представлені оперативні плани «Асута» і «Тофет», метою яких були військові дії на сході від річки Йордан в разі загострення ситуації. Селище Караме, яке слугувало базою для бойовиків, було однією з головних цілей можливої операції. Попередня військова операція в Караме призначалася на 13 грудня 1967 року, її повинні були здійснити 35-та парашутна бригада і спецпідрозділ Сайерет Маткаль, але операцію було скасовано, перенесено на 12 березня 1968 року, і знов скасовано.
Близько 14 березня 1968 року йорданська військова розвідка помітила розгортання ізраїльських військ між мостами Алленбі і Дамія. Були ідентифіковані частини ізраїльської 7-ї танкової бригади, 35-ї парашутної бригади, 80-ї піхотної бригади, інженерний та 5 артилерійських батальйонів. Йорданське керівництво сприйняло це, як підготовку до ізраїльського наступу на столицю Йорданії Амман, та розташувало 1-шу йорданську піхотну дивізію разом з 60-ю бронетанковою бригадою поблизу можливого місця вторгнення. 1-й піхотній дивізії також була додана значна кількість бронетранспортерів, протитанкових та артилерійських підрозділів. Загальна вогнева потужність йорданських сил, сконцентрованих біля Караме становила 105 танків Паттон та 88 одиниць артилерії. Піхотні підрозділи розташувалися біля мостів через Йордан, кожен з них був підсилений танками. Артилерійські частини були розгорнуті переважно на пагорбах Йорданської долини.
18 березня 1968 року, неподалік Беер-Ора на півдні пустелі Арава, поблизу кордону з Йорданією, було підірвано автобус, що перевозив школярів з тель-авівської гімназії. Загинули викладач і лікар, 10 дітей було поранено.
Представники уряду і ЦАХАЛу пообіцяли, що Ізраїль не забариться з відповіддю. Начальник штабу ЦАХАЛ Хаїм Бар-Лев спонукав уряд не чекати, поки Йорданія і ОВП скасують стан бойової готовності і повернуться до звичайного життя. Під час розгортання військ, ізраїльського резервіста, що працював у американському посольстві, викликали для участі в операції. Таким чином співробітники американського посольства і ЦРУ отримали інформацію про напад, що готується. ЦРУ попередило про це короля Хусейна з порадою не втручатися, але той, у свою чергу, вирішив не стояти осторонь під час бойових дій і попередив Арафата.
Ізраїльські сили складалися з частини 80-ї піхотної бригади, 47 танків 7-ї бригади, парашутного батальйону, інженерного батальйону та п'яти батальйонів артилерії.
Всі підрозділи були розподілені на чотири групи. Найбільша з них, центральна, мала вийти на Караме через міст Алленбі, інша повинна була перетнути міст Дамія і рушити до Караме з півночі. Тим часом третя група, десантна, мала бути перекинута гелікоптерами безпосередньо до селища, а четверта група повинна була здійснити атаку на півдні через міст короля Абдалли, аби відволікти йорданські війська з Караме і приховати основний напад.

## Бій

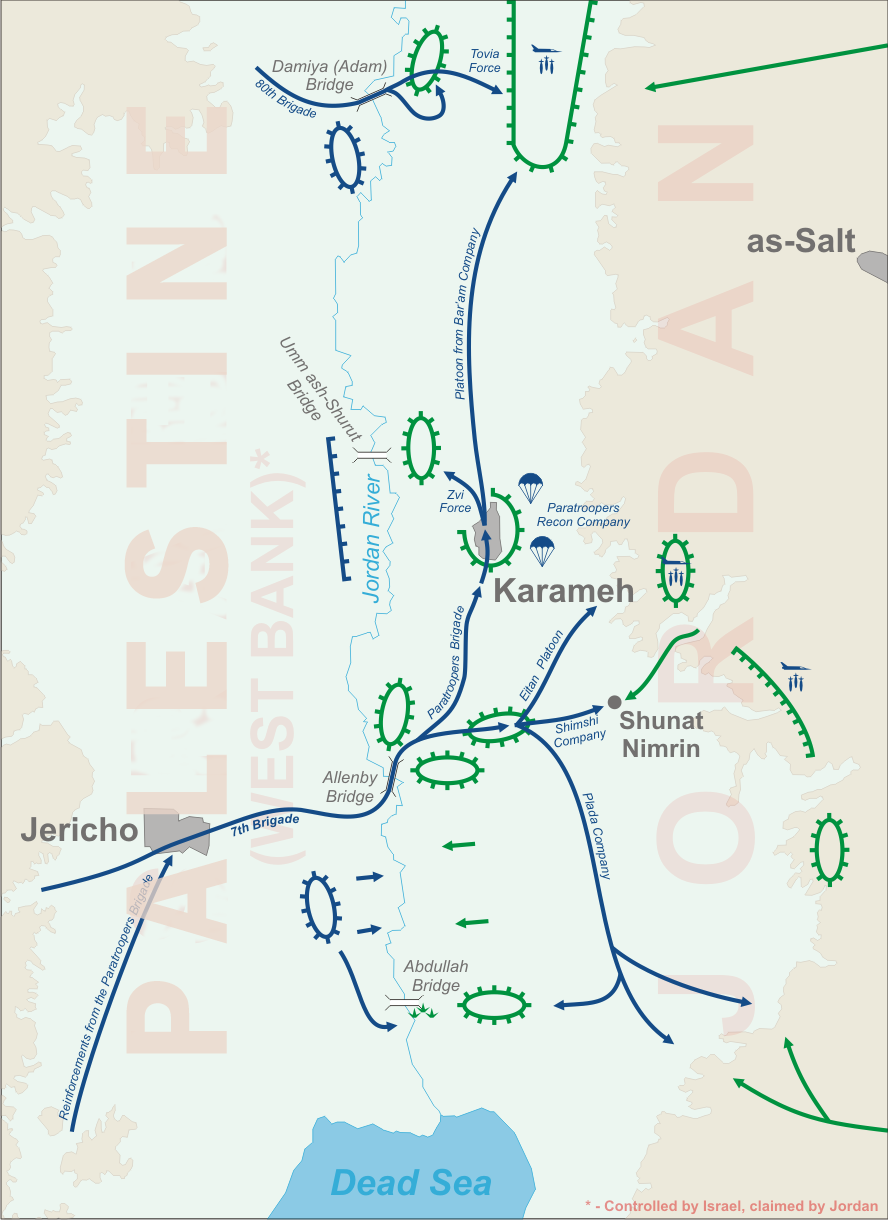
Схема розташування супротивників. Зеленим позначені йорданські, синім — ізраїльські сили

За два дні ЦАХАЛ розпочав одночасно дві операції: Операцію «Асута», здійснювану Південним командуванням в йорданській частині Арави, і операцію «Караме» (на той час відому як операція «Тофет»), яку виконувало Центральне командування, очолюване генералом Узі Наркісом. Остання мала на меті знищення штаб-квартири Ясіра Арафата в Караме, в декількох кілометрах на схід від річки Йордан.
Згідно з розсекреченими документами, ізраїльське командування приділяло особливу увагу неприпустимості жертв серед мирного населення. Наказ Бар-Лева напередодні операції зазначав: «Жодна дитина, жоден літній чоловік, жодна жінка не повинні бути вбиті. Дуже важливо, аби ми досягли цієї мети». Планування виходило з припущення, що йорданська армія в бойові дії не втручатиметься. Тим не менш, Бар-Лев також припускав, що операція може перетворитися на повноцінну битву. В цьому разі не було сумнівів у ізраїльській перемозі, але ставилося завдання отримати її швидко і з невеликими втратами.
О 5:30 ранку ізраїльські війська, без будь-якої попередньої артилерійської та повітряної підготовки, одночасно почали наступ через три мости.
На півночі був наведений понтонний міст, підрозділи 80-ї піхотної бригади перетнули міст Дамія і закріпилися на східному березі, інженери почали будівництво ще одного понтонного мосту, але подальший рух ізраїльтян на південь до Караме був відбитий північною бригадою 1-ї йорданської дивізії.
Невелика кількість ізраїльських військ на крайньому правому фланзі, біля мосту короля Абдалли, стримувала дії йорданських сил проти центральної групи, що перетнула міст Алленбі. Розташовані там йорданські підрозділи відкрили щільний мінометний і артилерійський вогонь та заблокували спроби ізраїльтян навести понтонний міст.

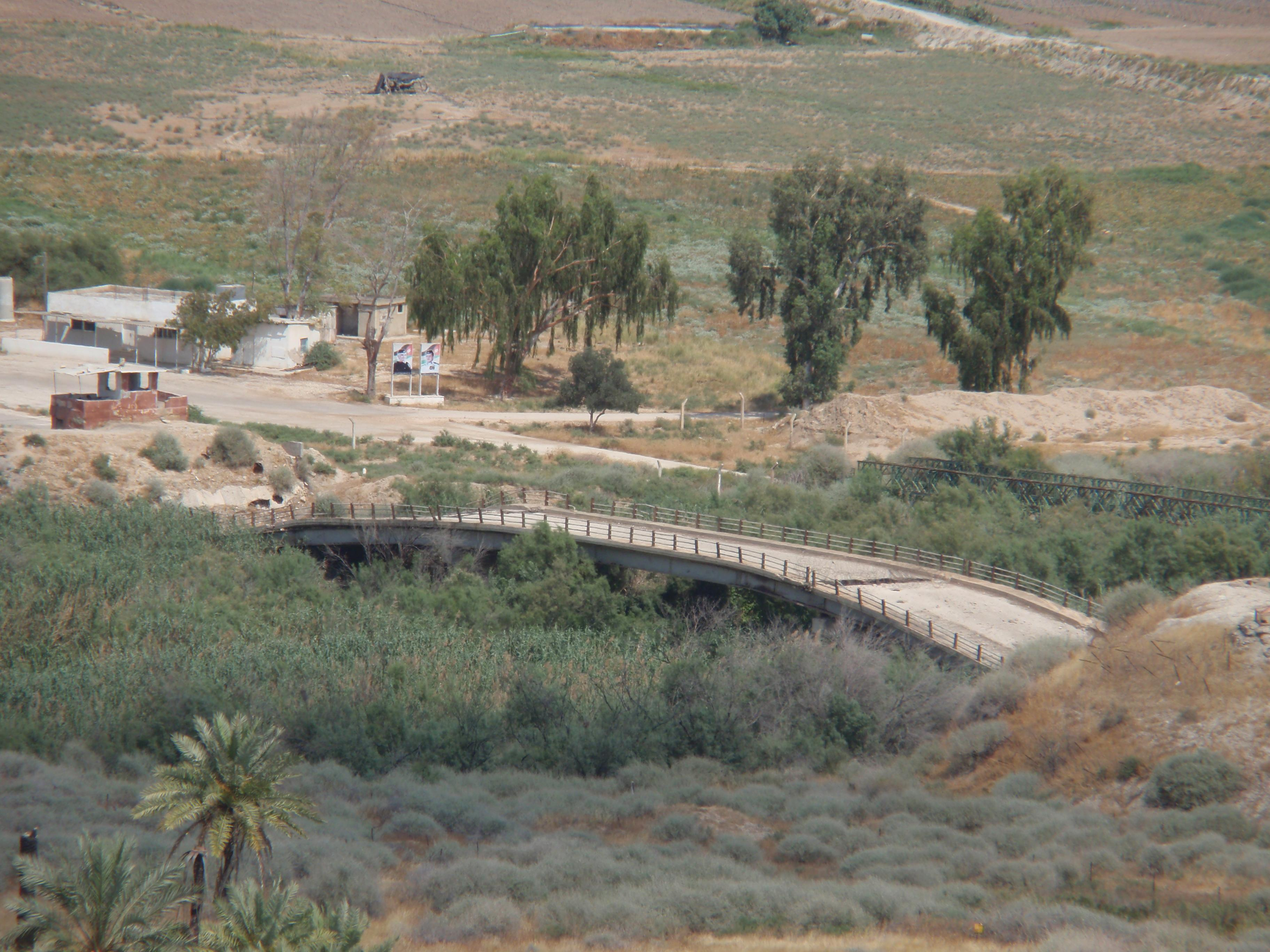
Міст Дамія

О 6:30 ранку ізраїльські гелікоптери висадили основну частину десантного батальйону на північ від Караме. Зустрінуті вогнем ФАТХа та йорданських регулярних військ, підтриманих йорданською артилерією, десантники зазнали втрат. Через міст Алленбі вирушили танки 7-ї бронетанкової бригади, підсилені підрозділами 35-ї парашутної бригади. Йорданська артилерія перешкоджала ізраїльтянам споруджувати понтонний міст біля мосту Абдалли, затримавши там просування ізраїльських сил. Після перетину мосту Алленбі підрозділи 7-ї бронетанкової бригади рушили в трьох напрямках: частина — на північ до Караме, піхотний і танковий батальйони — на схід, аби заблокувати дорогу на Ас-Салт. Ще один піхотний батальйон вирушив на південь, допомогти прориву через міст Абдалли.
Підрозділи, що рухалися до Караме через міст Алленбі, досягли селища о 7:00. До 8:00 вони повністю взяли під контроль селище, з'єдналися з десантниками і були втягнуті у важкий бій проти центральної бригади 1-ї дивізії та бойовиків ФАТХу. Частина десантників і декілька танків атакували і знищили табір ФАТХу на півночі Караме, його захисники втекли на схід. В таборі було знесено 175 будівель
Ізраїльська піхота та танки, що просувалися на схід, аби заблокувати дорогу від Ас-Салт до мосту Алленбі, зіткнулися з йорданською 60-ю танковою бригадою, що мала приєднатися до оборони Караме. У результаті бою йорданські танкісти втратили вісім танків Паттон, не пошкодивши жодного з ізраїльських, відійшли на пагорби, де окопалися і почали обстріл ізраїльтян. Рух ізраїльських військ на схід і на південь від Шуна Німрім був зупинений.

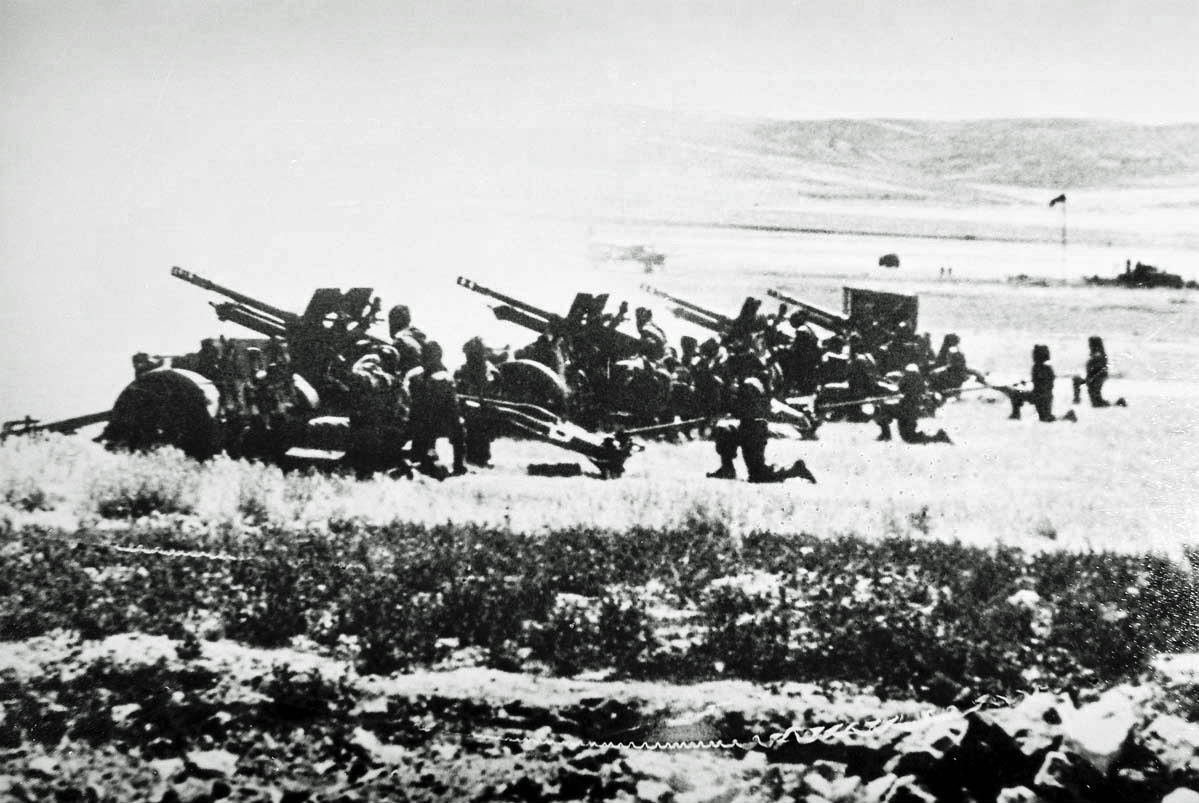
Йорданська артилерійська батарея в Караме.

На всіх напрямках ізраїльської атаки йорданські збройні сили переважно використовували артилерійський вогонь і не робили спроб контратакувати. Єдиною ініциативою були шість танків, які близько 9:00 рушили в напрямку Караме і були знищені ізраїльською авіацією. Дії ізраїльської авіації, в свою чергу, дуже стримував сильний зенитний вогонь йорданських збройних сил, один літак був збитий, льотчик врятувався
Об 11:00 ізраїльські військові отримали наказ відступати. Близько 15:00 ізраїльські підрозділи повністю залишили Караме. Проте загалом відступ розтягнувся до 20:40.
Два танки підрозділу «С», що просунулися далі, ніж планувалося, були знищені вогнем йорданської артилерії. Вони були залишені при відступі і тіла трьох загиблих танкістів з часом намагалися обміняти на 12 полонених йорданських вояків.
Проте з трьох отриманих від Йорданії трун дві містили лише пісок та каміння, внаслідок чого два солдати згодом вважались зниклими безвісти.
Тим часом операція «Асута», спрямована проти менш значних за кількістю баз бойовиків на південь від Мертвого моря, де було підірвано шкільний автобус, розвивалася за планом. Бойовики були атаковані ізраїльськими сухопутними військами за підтримки з повітря. Близько 20 йорданських солдатів та 20 бойовиків ФАТХу було вбито, 27 були взяті в полон. З ізраїльського боку втрат не було.

## Результати і оцінки
Обидві сторони зіткнення оголосили успіх і перемогу.
Резолюцією 248 від 24 березня 1968 року Рада Безпеки ООН засудила дії Ізраїля в Караме як порушення йорданського суверенітету.
Палестинські бойовики були змушені покинути Караме і подальші свої дії вести вже з більш віддалених територій. Хоча тягар бойових дій і досягнуті успіхи належали йорданським регулярним частинам, ФАТХ святкував перемогу над супротивником, значно підвищив свій моральний авторитет і сотні нових членів вступили до його лав саме після подій у Караме. Малопомітний до того часу, ФАТХ став найчисленнішою і найвпливовішою організацією у складі палестинського руху.
Демонструючи солідарність з приводу перемоги, король Хусейн навіть проголосив: «Ми всі тепер фідаїни».
Операція «Караме» була наймасштабнішою і амбітною операцією ізраїльських збройних сил у мирний час. Ізраїль заплатив за неї важку ціну, в тому числі 30 загиблих, чиї імена були оголошені через багато років. Серед втрат також 96 поранених, збитий винищувач і кілька танків та бойових машин, знищених йорданською артилерією. Техніка, що лишилася на полі бою, потім демонструвалася як військові трофеї на йорданських парадах перемоги в Аммані.
Головною метою операції був Ясір Арафат, втім він покинув місце події і продовжив очолювати Організацію звільнення Палестини. Хоча загальна картина була відома, офіційно деталі операції не були оприлюднені десятки років і Ізраїль ніколи не створював комісію з розслідування.